# Drosera closterostigma

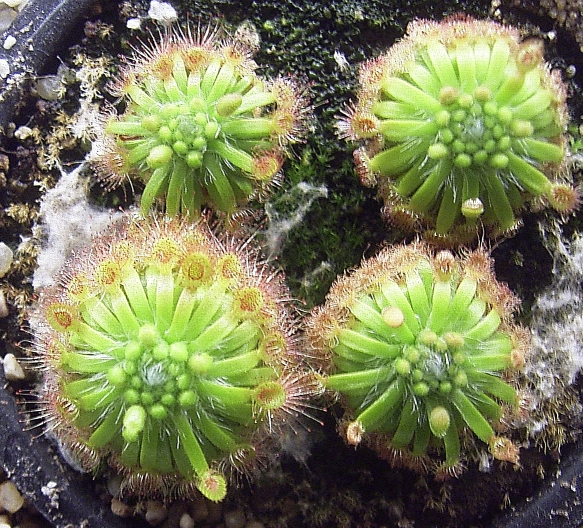
Drosera closterostigma, Habitus (in Kultur)

Verbreitung von Drosera closterostigma in Australien

Drosera closterostigma ist eine fleischfressende Pflanze aus der Gattung Sonnentau (Drosera). Sie gehört zur Gruppe der sogenannten Zwergsonnentaue und ist im südwestlichen Australien heimisch.

## Beschreibung
Drosera closterostigma ist eine mehrjährige, krautige Pflanze. Dieser rosettenbildende Zwergsonnentau erreicht einen Durchmesser von etwa 1,8 cm. Die Sprossachse ist 5 mm lang und nur mit wenigen oder gar keinen welken Blättern der Vorsaison bedeckt. 
Die Knospe der Nebenblätter ist eiförmig, glatt, 5 mm lang und 4 mm im Durchmesser an der Basis. Die Nebenblätter selbst sind 4 mm lang, 3 mm breit und dreilappig. Der mittlere Lappen ist in 3 Segmente unterteilt, die wiederum in 2 Fransen unterteilt sind.
Die Blattspreiten sind breit elliptisch, bis zu 2 mm lang und 1,7 mm breit. Die längeren Tentakeldrüsen befinden sich am Rand, kürzere in Inneren. Auf der Unterseite sind sie unbehaart. Die  Blattstiele sind bis zu 4,5 mm lang, an der Basis 0,8 mm breit und verjüngen sich auf bis zu 0,5 mm an der Blattspreite. Sie sind auf der Unterseite mit nur wenigen Drüsenhaaren vereinzelt besetzt. 
Blütezeit ist Oktober bis November. Die ein oder zwei Blütenstände sind bis zu 4 cm lang und der Schaft ist mit einigen Drüsen besetzt. Deren Verteilung wird zur Spitze hin immer dichter. Der Blütenstand ist ein Wickel aus 6 bis 12 Blüten an rund 2 mm langen Blütenstielen. Die eiförmigen Kelchblätter sind 2 mm lang und 1 mm breit. Die Oberfläche ist ebenfalls mit zylindrisch gestielten, rotspitzigen Drüsen besetzt. Die weißen oder hellrosa gefärbten Kronblätter sind an der Basis rötlich, eiförmig, 6 mm lang und 3,5 mm breit.
Die fünf Staubblätter sind 1,2 mm lang. Die Staubbeutel und die Pollen sind weiß. Der gelbgrüne Fruchtknoten ist nahezu eiförmig, 0,5 mm lang und 0,8 mm im Durchmesser. Die 3 rötlichen Griffel sind 1,5 mm lang unter der Narbe und 1 mm lang darüber. Die Narben sind weiß, leicht nach oben gebogen, an der Basis geweitet und am Ende spitz zulaufend.
Zwergsonnentautypisch ist die Bildung von Brutschuppen: Die annähernd eiförmigen, relativ dünnen Brutschuppen werden gegen Ende November bis Anfang Dezember in großer Zahl gebildet und haben eine Länge von ca. 1,4 mm und eine Breite von 1,1 mm.

## Verbreitung, Habitat und Status
Drosera closterostigma kommt nur auf einer kleinen Fläche im äußersten Südwesten Australiens vor. Die Pflanze gedeiht dort auf Sandböden unter und zwischen niedrigen Büschen am Rande feuchter Senken.

## Systematik
Der Name "closterostigma" kommt aus dem Lateinischen und bedeutet "spindelförmige Narbe" (closter = Spindel; stigma = Narbe). Drosera closterostigma wurde 1992 von Allen Lowrie und Neville Graeme Marchant als Art beschrieben.